# Sangiang (Banjaran)
Sangiang is een bestuurslaag in het regentschap Majalengka van de provincie West-Java, Indonesië. Sangiang telt 2357 inwoners (volkstelling 2010).